# Mimenicodes thomsoni
Mimenicodes thomsoni là một loài bọ cánh cứng trong họ Cerambycidae.